# Jabłonowo Pomorskie
Jabłonowo Pomorskie (deutsch Jablonowo, 1942–1945 Schloß Goßlershausen) ist eine Stadt in der polnischen Woiwodschaft Kujawien-Pommern. Sie ist Sitz der gleichnamigen Stadt-und-Land-Gemeinde mit etwa 9000 Einwohnern.

## Geographische Lage
Die Stadt liegt im ehemaligen Westpreußen, etwa 28 Kilometer (Luftlinie) ostsüdöstlich von Grudziądz (Graudenz) und 55 Kilometer nordöstlich von Toruń (Thorn). Die Entfernung nach  Brodnica (Strasburg) im Südosten beträgt etwa 23 Kilometer.

## Geschichte

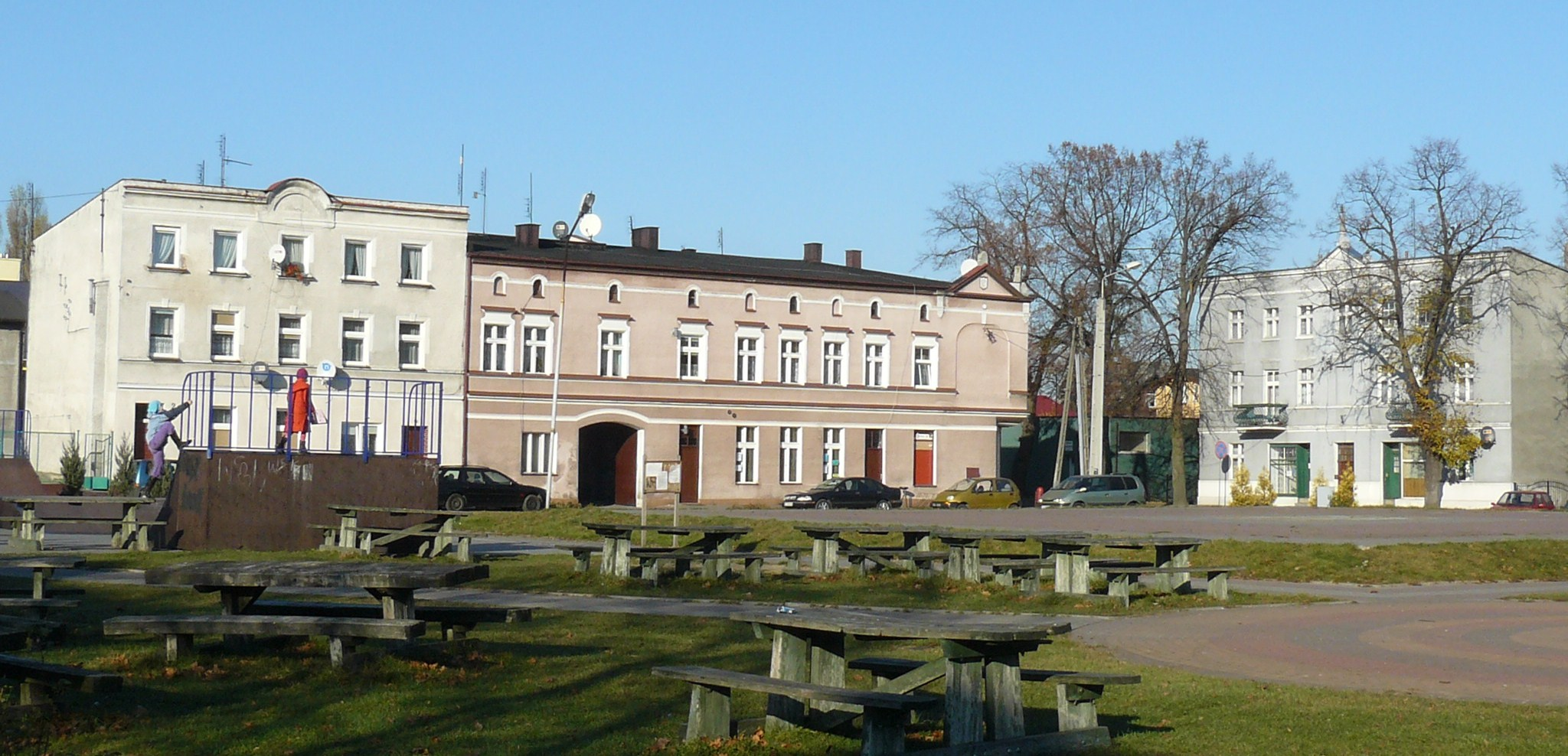
Häuser in der Stadt

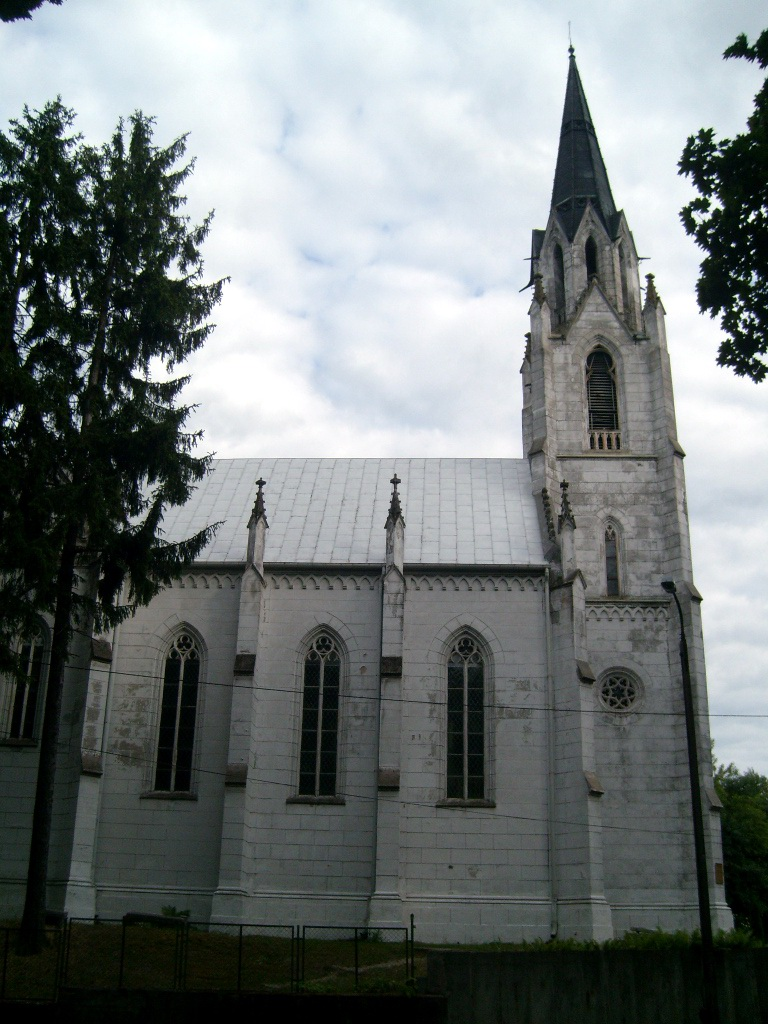
Kirche

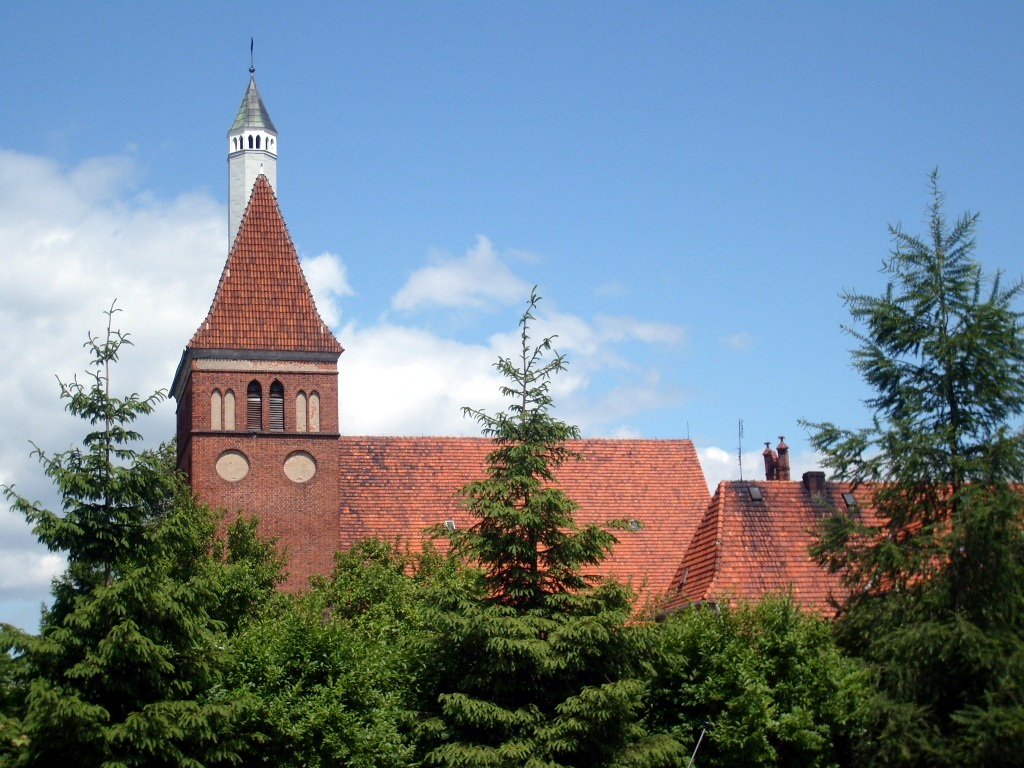
Kirche

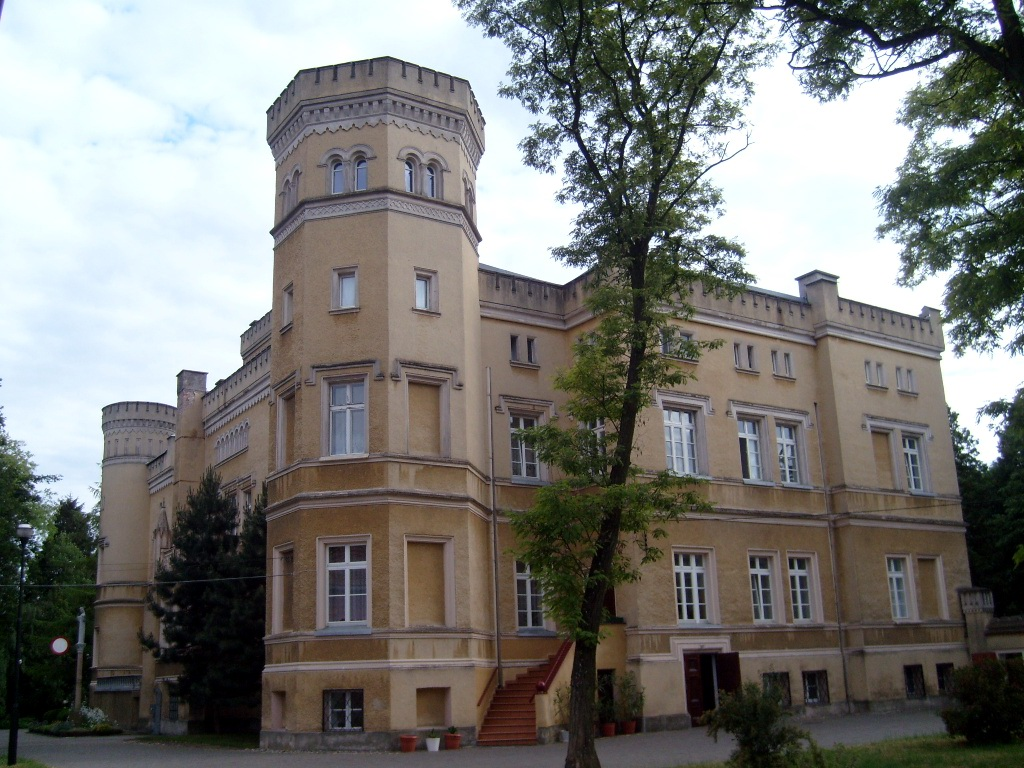
Palast

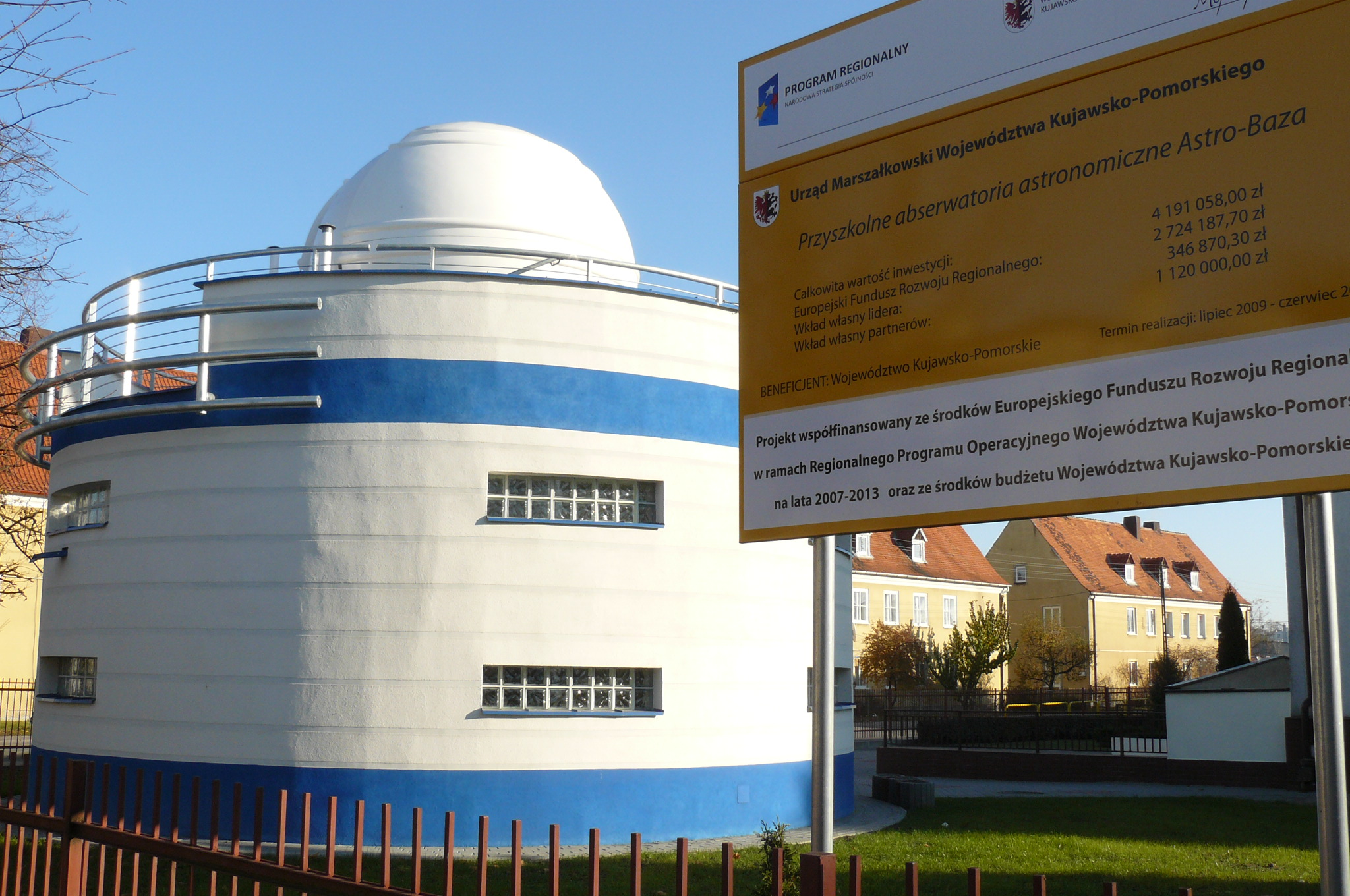
Sternwarte

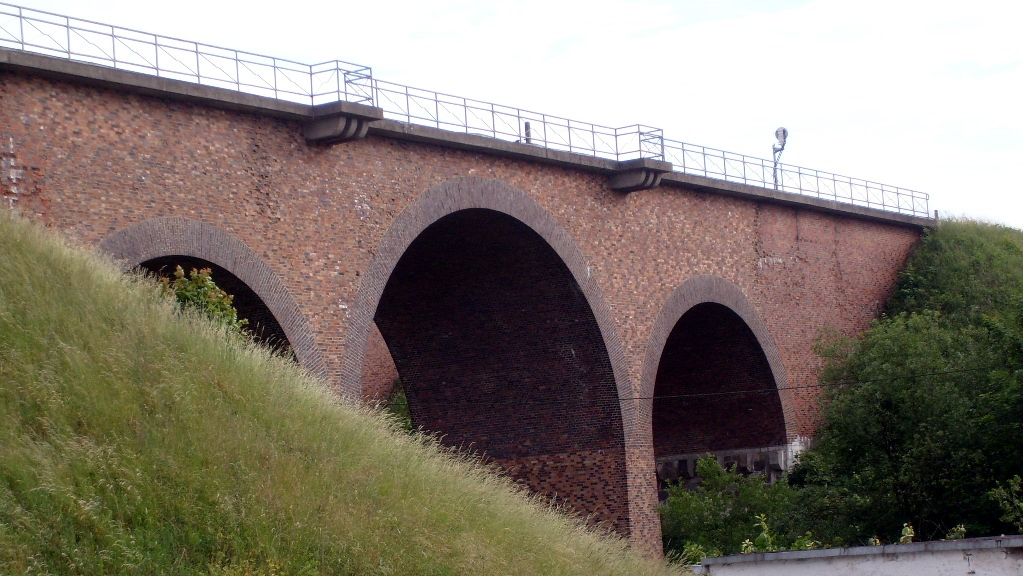
Eisenbahn-Überführung

Im Jahr 1222 beurkundet Konrad, Herzog in Masowien und Kujawien, dass er dem ersten Bischof von Preußen, Christian, für die Erlaubnis, welcher dieser den nach Preußen bestimmten Kreuzfahrern zum Wiederaufbau der Burg  Culmen (Kulm) erteilt, einen Teil des Kulmer Landes verliehen habe, darunter auch die ehemalige Burg Grudenz,  das Dorf Copriven (Engelsburg, poln. Koprzywno), das Dorf Jablonowo und eine Reihe weiterer Ortschaften, alle im Osten des Kulmer Landes gelegen. Um 1609 gehörte Jablonowo den Jesuiten.  Um die Mitte des 17. Jahrhunderts befand sich das Gut Jablonowo im Besitz des Deutschen Ordens
Durch die Erste Teilung Polen-Litauens 1772 wurde das westliche Preußen mit Graudenz und Jablonowo unter Friedrich II. von Preußen mit dem östlichen Teil des Königreichs Preußen in dem Maße wiedervereinigt, wie diese Teile zur Zeit des Deutschordensstaats miteinander verbunden gewesen waren. Während der Franzosenzeit war der Ort von 1807 bis 1815  Teil des Herzogtums Warschau und fiel danach zurück an Preußen.  
Im Jahr 1855 wurden in Jablonowo an sieben Tagen zwischen Februar und November  Kram-. Vieh- und Pferdemärkte abgehalten.  1868 wird Jablonowo als Rittergut  bezeichnet.  Einen Bahnanschluss erhielt Jablonowo über eine Verlängerung der ostpreußischen Grenzbahn, die über Graudenz und Konitz nach Neustettin weitergeführt wurde. Im Jahre 1903 wurde der Name der benachbarten Landgemeinde Sadlinken (poln. Sadlinki) in Goßlershausen geändert, nach dem kurz zuvor verstorbenen Oberpräsidenten. Einen Zusammenschluss der Gutsbezirkes Jablonowo mit der Landgemeinde Goßlershausen gab es bis 1920 nicht.
Bis 1920 gehörten Jablonowo und Goßlershausen zum Kreis Strasburg in Westpreußen im Regierungsbezirk Marienwerder der Provinz Westpreußen des Deutschen Reichs.
Nach dem Ersten Weltkrieg musste der Kreis Strasburg i. Westpr. mit Jablonowo und anderen Teilen Westpreußens aufgrund der Bestimmungen des Versailler Vertrags 1920 zur Einrichtung des Polnischen Korridors an Polen abgetreten werden.
1920 gehörte die Bahnstation Jabłonowo zu Sadlinki, Jabłonowo war weiterhin eigenständiger Gutsbezirk (poln. Obszar dworski).
Durch den Überfall auf Polen 1939 kam der Landkreis völkerrechtswidrig zum Reichsgebiet und wurde nunmehr dem Reichsgau Danzig-Westpreußen angegliedert, zu dem Jablonowo bis 1945 gehörte.
In der Zeit wurde Schloß Jabłonowo 1942 in Schloß Goßlershausen umbenannt.
Gegen Ende des Zweiten Weltkriegs besetzte im Frühjahr 1945 die Rote Armee die Region.
1954 erhielt der Ort den Status einer Siedlung, Stadtrecht erhielt Jabłonowo Pomorskie 1962.

### Bevölkerungsentwicklung
| Jahr | Einwohner | Anmerkungen                                 |
| ---- | --------- | ------------------------------------------- |
| 1818 | 182       | in 20 Häusern                               |
| 1864 | 299       | darunter 38 Evangelische und 261 Katholiken |

### Grundschule
Das erste Schulgebäude der Stadt wurde im Jahr 1900 errichtet. Kurz darauf wurde diese um das heutige Gebäude 2 erweitert. Die Schule war zuerst zweiklassig, wurde aber bald nach ihrer Einrichtung vierklassig. Im September 1954 wurde die Schule als Grundschule wiedereröffnet, im Jahr darauf wurde in den Räumen der heutigen Bibliothek ein Sportsaal eingerichtet. Am 27. Mai 1978 wurde die Schule nach Janusz Kusociński benannt. Am 27. Mai 1982 wurde ein neuer Sportsaal übergeben. Die Schule heißt heute Szkoła Podstawowa im. Janusza Kusocińskiego (Grundschule Janusz Kusociński).

## Gemeinde
Zur Stadt-und-Land-Gemeinde (gmina miejsko-wiejska) Jabłonowo Pomorskie gehören die Stadt selbst und 16 Dörfer mit Schulzenämtern (solectwa).

## Verkehr
Durch die Stadt führt die Woiwodschaftsstraße 543, welche in westlicher Richtung nach Radzyń Chełmiński und in südöstlicher Richtung nach Brodnica führt.
Im Bahnhof Jabłonowo Pomorskie trifft die Bahnstrecke Działdowo–Chojnice auf die Strecke Toruń–Olsztyn. Bis Anfang der 1990er Jahre begann hier die Bahnstrecke Jabłonowo Pomorskie–Prabuty.
Der nächste internationale Flughafen ist der Ignacy-Jan-Paderewski-Flughafen Bydgoszcz, welcher etwa 85 Kilometer südwestlich von Jabłonowo Pomorskie liegt. Der bedeutendere Frédéric-Chopin-Flughafen Warschau befindet sich 180 Kilometer südöstlich.